# اعشار (ناطع)

تعديل مصدري - تعديل

اعشار هي إحدى قرى عزلة ال منصور بمديرية ناطع التابعة لمحافظة البيضاء، بلغ تعداد سكانها 53 نسمة حسب تعداد اليمن لعام 2004.